# Bá quốc Baden-Durlach
Bá quốc Baden-Durlach (tiếng Đức: Markgrafschaft Baden-Durlach) là một nhà nước thuộc Đế chế La Mã Thần thánh. Baden-Durlach và Bá quốc Baden-Baden trước thế kỷ XVI vốn là một lãnh thổ chung, với tên gọi Bá quốc Baden ra đời từ năm 1112, được cai trị bởi các quân chủ thuộc Nhà Zähringen. Năm 1535 thì lãnh thổ bị chia 2, vẫn được cai trị bởi người Nhà Zähringen cho đến năm 1711, vị Bá tước cuối cùng của Baden-Baden là Augustus George qua đời mà không có người thừa kế hợp pháp, nên bá quốc này đã được thừa kế bởi Karl Friedrich, Bá tước xứ Baden-Durlach, sau 176 năm chia tách, bá quốc lại tái thống nhất. 